# Musée Jean-Cousin de Sens
Le musée Jean Cousin est une maison à pans de bois construite au XVIe siècle.

## Localisation
Le musée se trouve au 3 rue Jossey, à Sens dans le département français de l'Yonne.

## Histoire
Elle a appartenu à l'un des propriétaires du fameux tableau exposé au Louvre Eva prima Pandora peint par Jean Cousin, peintre et sculpteur de la Renaissance. L'artiste n'a jamais habité dans cette demeure portant son nom. De 1873 à 1902, les bureaux de la Caisse d'Épargne y étaient installés. Cette maison a ensuite été achetée par la ville de Sens à la fin du XXe siècle. C'est un lieu d'information du service culturel de la municipalité de Sens, elle affiche des expositions des Musées de Sens.
La tourelle de la maison est inscrite au titre des monuments historiques en 1970.

## Architecture
La façade sculptée donne sur la rue Jean Cousin, ce qui lui vaut son nom. On distingue encore gravé dans le bois d'une poutre «Caisse d'épargne fondée en MDCCCXXXIV». Le Musée possède une cour et un remarquable escalier visible de la rue Jossey.